# Янсзон, Виллем
Ви́ллем Я́нсзон (также известен как Ви́ллем Янс, нидерл. Willem Janszoon или нидерл. Willem Jansz, около 1570, предп. Амстердам, графство Голландия — около 1630) — голландский мореплаватель и колониальный чиновник.

## Ранние годы жизни
Об этом периоде жизни путешественника известно мало, и многие сведения носят предположительный характер. По некоторым данным, он родился и вырос в Амстердаме и начал свою морскую службу в 16 лет. Официально задокументировано, что в конце 1590-х годов Янсзон поступил на службу в «Oude compagnie», одну из предшественниц Голландской Ост-Индской компании, в качестве помощника капитана судна «Hollandia», входившего в состав второй эскадры, посланной голландцами в Голландскую Ост-Индию в 1598 году. 5 мая 1601 года путешественник снова отправился в Ост-Индию, но уже в качестве капитана корабля «Lam», а 18 декабря 1603 года он же был послан в качестве капитана судна «Duyfken» для поисков Новой Гвинеи и других восточных и южных земель.

## Морское плавание

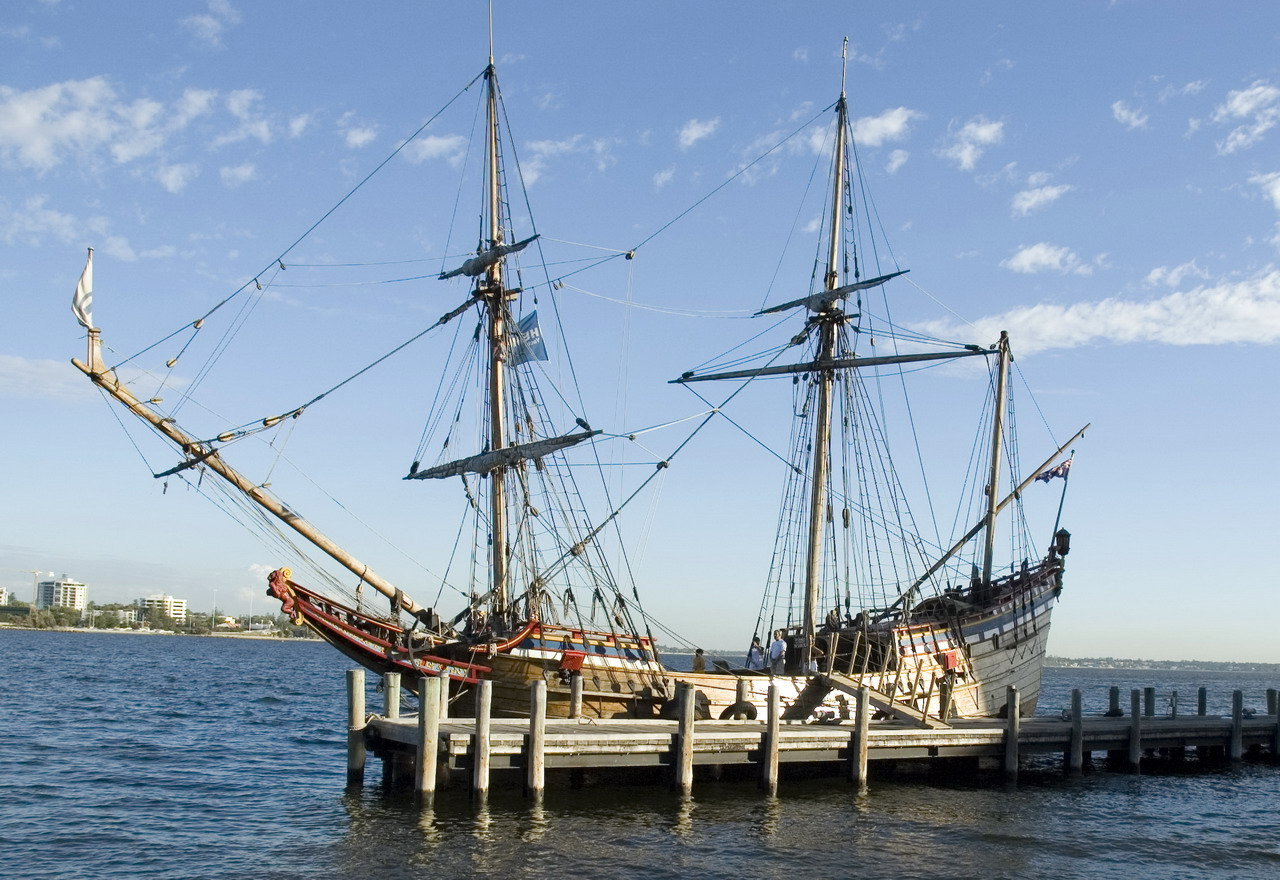
Копия корабля Duyfken

18 ноября 1605 года Янсзон вышел на судне «Duyfken» из Бантама в сторону западного побережья острова Новая Гвинея. Затем путешественник пересёк восточную часть Арафурского моря, не заметив при этом пролив Торреса, проплыл в залив Карпентария, а 26 февраля 1606 года высадился на берегу реки Пеннефазер в западной части полуострова Кейп-Йорк, немного севернее современного города Уэйпа. Впоследствии путешественник составил карту около 320 км исследованного им побережья, которое он счёл частью острова Новая Гвинея. Янсзон нашёл эти земли, которые он назвал «Новая Зеландия» (от нидерл. Nieu Zelandt), слишком заболоченными, а аборигенов враждебными (было убито 10 членов экспедиции), и в июле 1606 года взял обратный курс на Бантам.
Таким образом, Виллем Янсзон официально считается первым европейцем, достигшим берегов Австралии.

## Последующие годы жизни
В течение нескольких лет Янсзон был на службе Голландской Ост-Индской компании (1603—1611, 1612—1616, включая период службы в качестве губернатора торгового форта на острове Солор, 1618—1628, когда он был адмиралом голландского флота и губернатором Бантена с 1623 по 1627 года). В 1619 году путешественник получил награду в размере 1000 гульденов за захват четырёх судов Британской Ост-Индской компании, которая помогала жителям Джакарты в обороне против голландцев. В июне 1627 года Янсзон вернулся в Батавию (историческое название Джакарты) и вскоре в качестве адмирала, командующего 8 судами, отправился с дипломатической миссией в Индию. 4 декабря 1628 года Янсзон прибыл в Голландию, где 16 июля 1629 года доложил в Гааге о состоянии дел в Индии. В то время путешественнику было около 60 лет. О дальнейшей жизни Янсзона ничего не известно.